# Azania Stewart
Azania Stewart (13 de março de 1989) é uma basquetebolista profissional britânica. 

## Resumo Biográfico – Azania Stewart
Azania Stewart (13 de março de 1989) é uma ex-jogadora profissional de basquete britânica, reconhecida por sua atuação como pivô na seleção nacional do Reino Unido e por sua trajetória por clubes na Europa, Austrália e Estados Unidos. Nascida em Camden, Londres, e com 1,94 m de altura, Stewart teve papel central no desenvolvimento do basquete feminino britânico ao longo da década de 2010.
Iniciou sua carreira internacional ainda jovem, atuando pela Universidade da Flórida (University of Florida) entre 2008 e 2012, onde se destacou pelo alto aproveitamento nos arremessos e liderança em rebotes. Em 2008, enfrentou um sério desafio de saúde ao passar por uma cirurgia para remoção de um rim, retornando posteriormente às quadras com resiliência e protagonismo. Sua trajetória universitária foi marcada por estatísticas consistentes e forte presença defensiva.
Estreou na seleção britânica de basquete feminino em 2009 e tornou-se titular indiscutível durante os Jogos Olímpicos de Londres 2012, na primeira participação do Reino Unido na modalidade feminina. Participou ainda de diversos torneios EuroBasket e conquistou a medalha de prata nos Jogos da Commonwealth de 2018, realizados na Austrália, consolidando-se como uma das figuras mais influentes do basquete britânico.
Na carreira profissional, jogou pelo Adelaide Lightning (Austrália) em 2013, e também por clubes britânicos como o Leicester Riders e o London Lions, este último sendo onde encerrou sua carreira. Sua aposentadoria ocorreu em 14 de maio de 2023, em uma cerimônia no WBBL Championship Playoff Final, realizado na O2 Arena, em Londres.
Além de sua performance em quadra, Azania Stewart se tornou uma figura pública importante na promoção do esporte feminino, sendo referência especialmente para jovens mulheres negras no Reino Unido. Sua história é marcada pela superação, excelência atlética e compromisso com a representatividade no esporte.

## Carreira
Stewart integrou a Seleção Britânica de Basquetebol Feminino, nos Jogos Olímpicos de Londres 2012, que terminou na décima-primeira colocação.